# Essey-lès-Nancy
Essey-lès-Nancy è un comune francese di 8 293 abitanti situato nel dipartimento della Meurthe e Mosella nella regione del Grand Est.

## Società

### Evoluzione demografica
Abitanti censiti

## Geografia

### Localizzazione
La città d'Essey-lès-Nancy è situata al nord-est della Francia, nella periferia est di Nancy.
Aderente al distretto urbano di Nancy alla sua creazione dal 1959, il comune resta membro di questa intercomunalità al suo passaggio nel 1996 nella comunità urbana della Grande Nancy, poi nel 2016 nella Métropole du Grand Nancy a fianco di diciannove altri comuni.

### Comuni limitrofi
I comuni limitrofi sono i seguenti: Agincourt, Seichamps, Pulnoy (a est), Saulxures-lès-Nancy (a sud), Tomblaine, Saint-Max e Dommartemont a (ovest).

### Sismicità
Comune situato in una zona 1 di debole sismicità.

### Clima
Clima classificato Cfb nella classificazione di Köppen e Geiger.

### Idrografia e le acque sotterranee
Il Grémillon è il torrente più importante che passa sul territorio di Essey. Esso nasce a Pulnoy nella zona detta la Moissonnerie a 240  metri di altezza s.l.m.. Prima dei lavori di assestamento riceveva un affluente da Seichamps. Esso attraversa Essey per 3 km poi entra a Saint-Max e si getta nella Meurthe a Tomblaine presso la piscina del Lido. Durante il suo percorso di circa 6 km, riceveva le acque di numerosi altri piccoli torrenti (la Noue de Saint-Max / Dommartemont oggi deviato, come i torrenti provenienti dai versanti di Essey).
Molte vie di comunicazione, nomi di località e commerci portano il suo nome.

### Vie di comunicazione e trasporti

#### Trasporti urbani

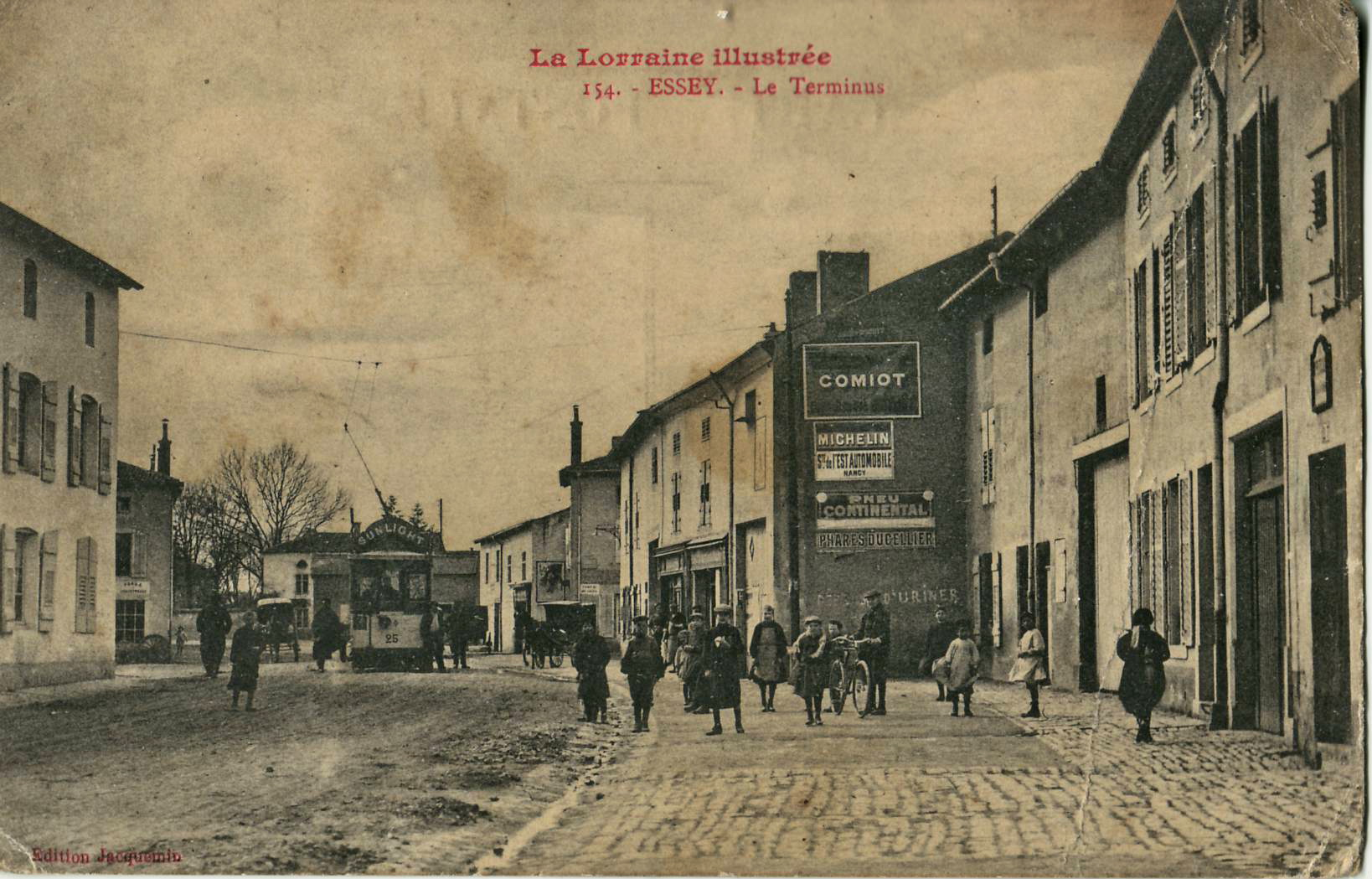
Il tramway, prima della prima guerra mondiale.

Nel 1876, la Compagnie générale française de tramways (CGFT) istituì una linea che collegava Préville a la Grande Rue d'Essey (attuale avenue Foch). Il tramway su due binari era allora trainato da due cavaulli. I tramway elettrici arrivarono progressivamente a partire dal 1898. Questa linea divenne la linea B de l'Ancien tramway de Nancy nel 1909. La linea 3 elettrica tra Laxou e Essey fu creata nel 1906.
Nel 1958] l'utilizzo di tramway fu abbandonnato per i trolleybus. Infine, nel 2001 fu creata la rete Stan (Service de transport de l'agglomération nancéienne) e con lei la linea 1 d'un nuovo tramway su gomma. Questa linea collega Essey al Centre hospitalier régional et universitaire de Nancy, situato a Vandœuvre-lès-Nancy. Tre fermate si trovano su territori del comune: Clinique Pasteur, Essey Roosevelt e il capolinea Essey Mouzimpré.

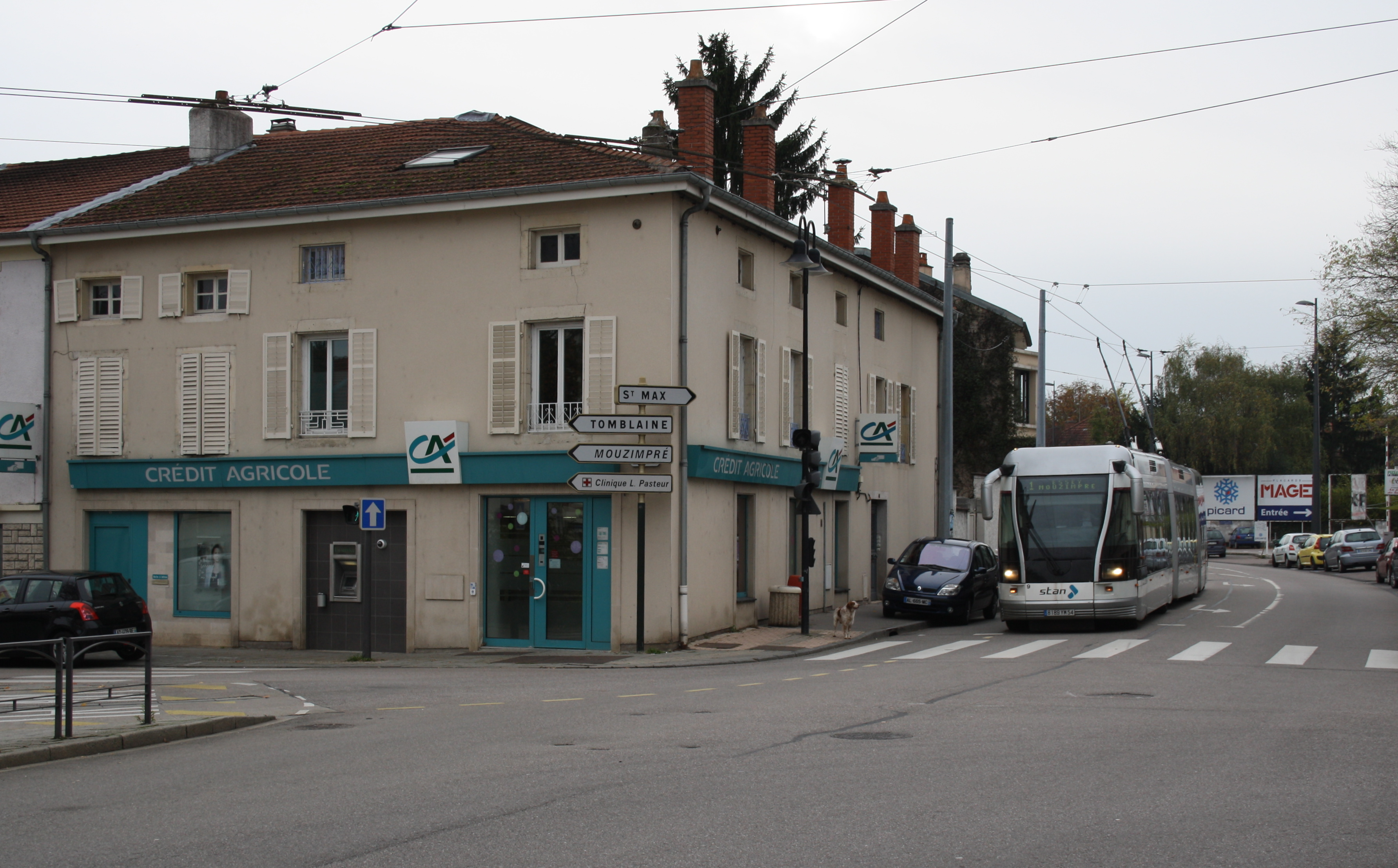
Le TVR de Nancy, avenue Foch.

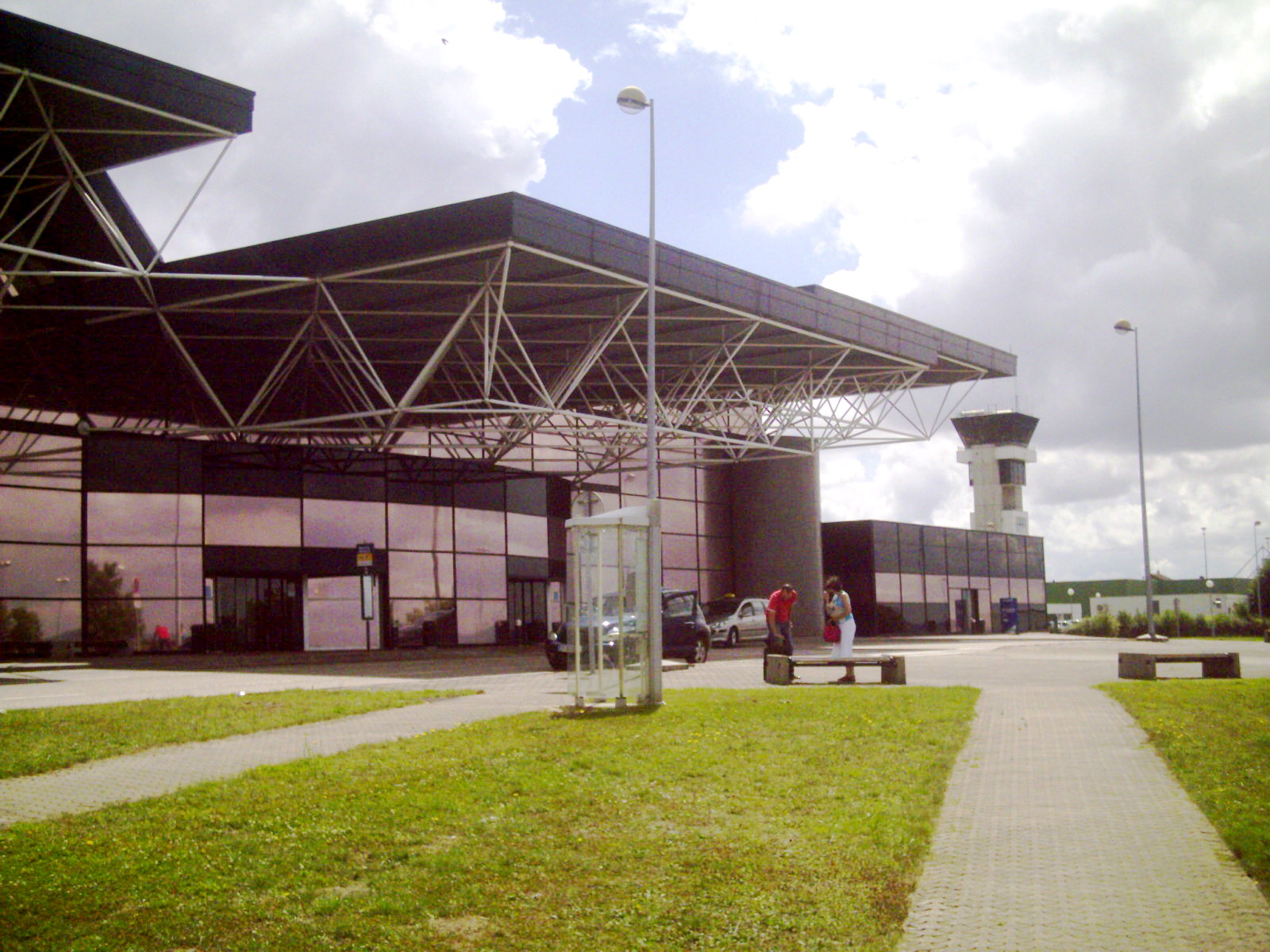
L'aéroport Metz-Nancy-Lorraine e la sua torre di controllo.

Essey-lès-Nancy è collegata alla Grand Nancy grazie alle linee della rete di trasporto dell'agglomerato di Nancy chiamato Réseau Stan :
- Tram 1 : Essey Mouzimpré - Vandœuvre CHU Brabois
- Tempo 3 : Seichamps Haie Cerlin - Villers Campus Sciences
- Ligne 15 : Essey Porte Verte - Nancy Place Carnot
- Ligne 22 : Essey Porte Verte - Saint Max Gérard Barrois
- Ligne 31 : Essey la Fallée - Seichamps Haie Cerlin
- Ligne 32 : Essey la Fallée - Maxéville Jean Lamour
- Résago 3 (servizio di trasporto a richiesta)